# Chooseroptie
Een chooseroptie is een financieel instrument. Het is een exotische optie.
Een chooseroptie is vergelijkbaar met een standaardstraddle. Bij een chooseroptie krijgt men echter de keuze om op een vooraf bepaald tijdstip aan te geven of de optie een call- of putoptie is. Dat maakt een chooseroptie goedkoper dan een straddle. Hoe verder weg het keuzemoment ligt in de looptijd van de chooser, hoe duurder de optie in prijs zal zijn en de prijs van een straddle zal benaderen.